# Bugs (canción de Pearl Jam)
«Bugs» es una canción del grupo Pearl Jam que aparece en su tercer álbum Vitalogy. Es interpretada tan solo por el cantante Eddie Vedder tocando un acordeón.

## Significado de la letra
La canción se considera como una de las rarezas que contiene Vitalogy. En ella Vedder canta acerca de cómo es cercado por insectos. La letra puede ser interpretada como una explicación sobre la pérdida de la privacidad provocada por la fama.
Vedder, al hablar sobre el origen de la canción, cuenta que al ir caminando se topó con una tienda de descuentos donde vendían un acordeón. Quiso comprarlo para ver si podía crear una canción con ella, mientras comenzaba a hablar algunas frases sin sentido. En forma de broma, Vedder recuerda que al terminar la grabación propuso a "Bugs" para convertirse en el primer sencillo del álbum.